# Parlamentswahl in Nauru 2008
Die Parlamentswahlen in Nauru 2008 waren am 26. April 2008 in Nauru circa 7.000 Wähler berechtigt, ein neues Parlament zu wählen. Die Legislative, in Nauru auch the House genannt, besteht aus 18 Abgeordneten und wird in der Regel alle drei Jahre gewählt. Es wählt aus seiner Mitte einen Präsidenten, der üblicherweise nach den nationalen Parlamentswahlen von den neugewählten Parlamentsabgeordneten mit einer relativen Mehrheit gewählt wird. Der Präsident benennt danach sein Kabinett, das aus fünf bis sechs Ministern besteht. Der Präsident ist gleichzeitig Staats- und Regierungschef. Die letzten Wahlen fanden am 25. August 2007 statt. Die Wahlbeteiligung in Nauru dürfte wieder sehr hoch sein, da ab dem 20. Lebensjahr Wahlpflicht besteht.

## Parteien
Im Parlament existiert ein Mehrparteiensystem; die zwei Oppositionsparteien sind die Naoero Amo und die Democratic Party of Nauru. Außerdem existiert eine konservative, jedoch informelle Partei, die Centre Party. Die Naoero Amo spielt im Parteienspektrum eine herausragende Rolle, während die Democratic Party und die Centre Party nur geringen politischen Einfluss haben.
- Naoero Amo, Nauru First Party; christlich-liberal (formal)
- Demokratische Partei Nauru, Democratic Party (formal; ehemalige informelle Nauru Party)
- Nauruische Zentrumspartei, Centre Party; christlich-konservativ (informal)

## Ergebnis

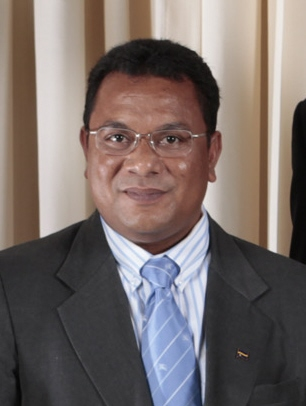
Marcus Stephen

Die Wahl wurde von der Regierung gewonnen. Alle Unterstützer von Marcus Stephen wurden wiedergewählt.
| Partei/Wahlbündnis                    | Stimmen | Stimmenanteil | Sitze |
| ------------------------------------- | ------- | ------------- | ----- |
| Nauru First Party                     | X.X     | X,X %         | X     |
| Democratic Party                      | X.X     | X,X %         | X     |
| Centre Party                          | X.X     | X,X %         | X     |
| Sonstige                              | X.X     | X,X %         | X     |
| Unabhängige                           | X.X     | X,X %         | X     |
| Stimmen gesamt (Wahlbeteiligung X.X%) | X.X     | 100,00 %      | 18    |